# Kind Hearts and Coronets
Kind Hearts and Coronets is een Britse filmkomedie uit 1949 onder regie van Robert Hamer. Het scenario is gebaseerd op de roman Israel Rank (1907) van de Britse auteur Roy Horniman.

## Verhaal
De moeder van Louis Mazzini d'Ascoyne was een telg uit een oud adellijk geslacht. Ze werd echter onterfd na haar mesalliance met een operazanger. Louis wil de volgende hertog d'Ascoyne worden. Daarom vermoordt hij alle familieleden, die hem voorgaan in de erfopvolging.

## Rolverdeling
| Acteur         | Personage                         |
| -------------- | --------------------------------- |
| Dennis Price   | Louis Mazzini d'Ascoyne           |
| Alec Guinness  | acht leden van het huis d'Ascoyne |
| Valerie Hobson | Edith                             |
| Joan Greenwood | Sibella                           |
| Miles Malleson | Henker                            |